# Prospalta atronitens
Prospalta atronitens là một loài bướm đêm trong họ Noctuidae.